# Центральний Лусон
Центральний Лусон (памп. Kalibudtarang Luzon; таг. Gitnang Luzon) — адміністративний регіон ІІІ на Філіппінах на острові Лусон. Складається з 7 провінцій: Аурора, Батаан, Булакан, Нуева Есіха, Пампанга, Тарлак і Замбалес. Регіон розташований на найбільшій рівнині країни та виробляє більшу частину рису. Надлишок рису поставляється в інші регіони Філіппін.
Регіон Центральний Лусон розташований на північ від столиці Філіппін Маніли. Центральний Лусон межує з регіонами Ілокос, Кордильєрським адміністративним регіоном та регіоном Долина Кагаян на півночі, Національним столичним регіоном, регіоном Калабарсон і затокою Маніла на півдні; Південно-Китайським морем на заході; Філіппінським морем на сході.
Місто Сан-Фернандо в провінції Пампанга є регіональним центром.
Вісімдесят відсотків населення регіону католики. Інші релігії представлені протестантами (включаючи євангелістів) та мусульманами.

## Провінції
| Провінція   | Адміністративний центр | Населення (2010) | Площа        | Густота  | Міст | Муніц. | Баранґаї | Кoординати                                                    |
| ----------- | ---------------------- | ---------------- | ------------ | -------- | ---- | ------ | -------- | ------------------------------------------------------------- |
| Аурора      | Балер                  | 201 233          | 3 147,32 км2 | 64/км2   | 0    | 8      | 151      | 15°53′ пн. ш. 121°33′ сх. д. / 15.883° пн. ш. 121.550° сх. д. |
| Батаан      | Баланга                | 687 482          | 1 372,98 км2 | 500/км2  | 1    | 11     | 237      | 14°40′ пн. ш. 120°25′ сх. д. / 14.667° пн. ш. 120.417° сх. д. |
| Булакан     | Малолос                | 2 924 433        | 2 774,85 км2 | 1100/км2 | 3    | 21     | 569      | 15°00′ пн. ш. 121°05′ сх. д. / 15.000° пн. ш. 121.083° сх. д. |
| Нуева Есіха | Палаян                 | 1 955 373        | 5 751,33 км2 | 340/км2  | 5    | 27     | 849      | 15°35′ пн. ш. 121°00′ сх. д. / 15.583° пн. ш. 121.000° сх. д. |
| Пампанга    | Сан-Фернандо           | 2 340 355        | 2 062,47 км2 | 980/км2  | 3    | 19     | 538      | 15°04′ пн. ш. 120°40′ сх. д. / 15.067° пн. ш. 120.667° сх. д. |
| Тарлак      | Тарлак                 | 1 273 240        | 2 736,64 км2 | 470/км2  | 1    | 17     | 511      | 15°30′ пн. ш. 120°30′ сх. д. / 15.500° пн. ш. 120.500° сх. д. |
| Замбалес    | Іба                    | 755 621          | 3 529,40 км2 | 150/км2  | 1    | 13     | 247      | 15°20′ пн. ш. 120°10′ сх. д. / 15.333° пн. ш. 120.167° сх. д. |
| Всього      | Всього                 | 10 137 737       | 21 543 км2   | 470/км2  | 14   | 116    | 3 102    | 15°28′ пн. ш. 120°45′ сх. д. / 15.467° пн. ш. 120.750° сх. д. |
|             |                        |                  |              |          |      |        |          |                                                               |